# Desiderius Rwoma
Desiderius Rwoma (* 8. Mai 1947 in Ilogero, Tansania) ist ein tansanischer Geistlicher und emeritierter römisch-katholischer Bischof von Bukoba.

## Leben
Desiderius Rwoma empfing am 28. Juli 1974 das Sakrament der Priesterweihe.
Am 19. April 1999 ernannte ihn Papst Johannes Paul II. zum Bischof von Singida. Der Erzbischof von Daressalam, Polycarp Kardinal Pengo, spendete ihm am 11. Juli desselben Jahres die Bischofsweihe; Mitkonsekratoren waren der Erzbischof von Tabora, Mario Epifanio Abdallah Mgulunde, und der emeritierte Bischof von Singida, Bernard Mabula.
Am 15. Januar 2013 ernannte ihn Papst Benedikt XVI. zum Bischof von Bukoba. Zudem war Desiderius Rwoma bis 5. Juli 2015 Apostolischer Administrator von Singida. Am 1. Oktober 2022 nahm Papst Franziskus sein aus Altersgründen eingereichtes Rücktrittsgesuch an.

## Einzelnachweis
1. ↑  Rinuncia del Vescovo di Bukoba (Tanzania). In: Tägliches Bulletin. Presseamt des Heiligen Stuhls, 1. Oktober 2022, abgerufen am 1. Oktober 2022 (italienisch).

| Vorgänger          | Amt                           | Nachfolger              |
| ------------------ | ----------------------------- | ----------------------- |
| Nestorius Timanywa | Bischof von Bukoba 2013–2022  | Jovitus Francis Mwijage |
| Bernard Mabula     | Bischof von Singida 1999–2013 | Edward Mapunda          |

| Personendaten    | Personendaten                                                                     |
| ---------------- | --------------------------------------------------------------------------------- |
| NAME             | Rwoma, Desiderius                                                                 |
| KURZBESCHREIBUNG | tansanischer Geistlicher und emeritierter römisch-katholischer Bischof von Bukoba |
| GEBURTSDATUM     | 8. Mai 1947                                                                       |
| GEBURTSORT       | Ilogero, Tansania                                                                 |